# Stéphane Bergès
Stéphane Bergès (Senlis, 9 gennaio 1975) è un ex ciclista su strada francese. Professionista dal 1998 al 2006, vinse una tappa al Tour Down Under nel 2000 e una al Tour de la Région wallonne nel 2003.

## Carriera
Stagista nel 1997 con la BigMat-Auber 93 di Stéphane Javalet, passò professionista nella stagione successiva nella stessa formazione. Con la BigMat vinse una tappa al Tour Down Under nel 2000. Nel 2001 passò all'AG2R Prévoyance, con cui si aggiudicò una tappa al Tour de la Région wallonne nel 2003.
Nel 2005 si trasferì all'Agritubel, ritirandosi al termine della stagione 2006. In carriera partecipò a due edizioni del Tour de France, due della Vuelta a España e all'edizione 1999 dei campionati del mondo su strada, a Verona, gareggiando nella prova in linea.

## Palmarès
- 2000 (BigMat-Auber 93, una vittoria)

3ª tappa Tour Down Under (Glenelg > McLaren Vale)
- 2003 (Ag2r, una vittoria)

2ª tappa Tour de la Région wallonne (Waterloo > Nivelles)

#### Altri successi
- 2002 (Ag2r)

Classifica scalatori Critérium International
- 2005 (Agritubel)

Classifica scalatori Circuit de la Sarthe

## Piazzamenti

### Grandi Giri
- Tour de France

2001: 135º
2002: 150º
- Vuelta a España

2002: ritirato (8ª tappa)
2004: ritirato (9ª tappa)

### Classiche monumento
- Giro delle Fiandre

2001: ritirato
2004: ritirato
- Parigi-Roubaix

1998: ritirato
1999: ritirato
2000: ritirato
2001: ritirato
2002: ritirato
2003: ritirato
2004: 83º
2005: 51º
2006: 94º

### Competizioni mondiali
- Campionati del mondo

Verona 1999 - In linea: ritirato